# Trois de cœur (film)
Pour plus de détails, voir Fiche technique et Distribution.
Trois de cœur (Three of Hearts) est un film américain réalisé par Yurek Bogayevicz, sorti en 1993.

## Synopsis
Le film met en scène un triangle amoureux entre Joe, un gigolo, sa meilleure amie lesbienne Connie et son ex, Ellen, une femme bisexuelle.

## Fiche technique
- Titre : Trois de cœur
- Titre original : Three of Hearts
- Réalisation : Yurek Bogayevicz
- Scénario : Adam Greenman et Mitch Glazer
- Musique : Joe Jackson
- Photographie : Andrzej Sekuła
- Montage : Dennis M. Hill et Suzanne Hines
- Production : Matthew Irmas et Joel B. Michaels
- Société de production : New Line Cinema, Permut Presentations et Three Hearts Productions
- Société de distribution : New Line Cinema (États-Unis)
- Pays :  États-Unis
- Genre : Comédie romantique
- Durée : 102 minutes
- Dates de sortie : 
  - États-Unis : 30 avril 1993

## Distribution
- William Baldwin : Joe Casella
- Kelly Lynch : Connie Czapski
- Sherilyn Fenn : Ellen Armstrong
- Joe Pantoliano : Mickey
- Gail Strickland : Yvonne
- Cec Verrell : Allison
- Claire Callaway : Isabella
- Marek Johnson : Gail
- Monique Mannen : Daphne
- Timothy Stickney : Ralph
- Frank Ray Perilli : Patient
- Tony Amendola : Harvey
- Keith MacKechnie : Frankie
- Ann Ryerson : Jackie

## Production
Le film a bénéficié d'un budget de 11 millions de dollars.